# ТЕС Ал-Джауф
29°46′38″ пн. ш. 40°0′43″ сх. д. / 29.77722° пн. ш. 40.01194° сх. д.
ТЕС Ал-Джауф (Al-Jouf) — теплова електростанція на півночі Саудівської Аравії.
Віддалені від основних індустріальних центрів саудійські поселення традиційно забезпечували електроенергією за рахунок теплових електростанцій на нафтопродуктах, які працювали у ізольованому від енергосистеми країни режимі. До таких, зокрема, відноситься ТЕС Ал-Джауф, що використовує встановлені на роботу у відкритому циклі газові турбіни:
- з 1984-му ввели в дію п’ять турбіни Fiat TG-20 потужністю по 25,6 МВт;
- у 1999-му майданчик підсилили ще двома турбінами Fiat тієї ж потужності;
- у другій половині 2000-х додали дві турбіни з показниками по 55,6 МВт;
- між 2012 та 2013 роками стала до ладу одна турбіна потужністю 55,6 МВт.
Таким чином, загальна потужність ТЕС досягнула 346 МВт.
Всі черги станції використовують нафтопродукти.